# Arechis II

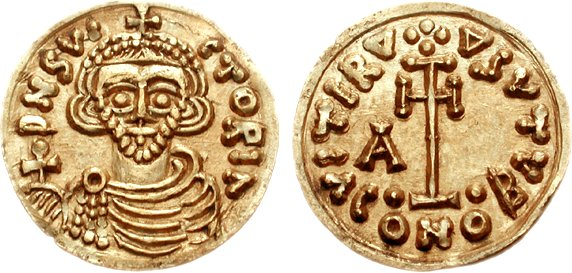
Tremís de Arechis II

Arechis II (también Aretchis, Arichis, Arechi o Aregis; ? - 26 de agosto 787) fue un noble lombardo, duque de Benevento entre los años 758 y 774 que en ese año 774 se autoproclamó príncipe de Benevento, título que conservará hasta su muerte. 

## Ducado de Benevento
Arechis pertenecía a la nobleza lombarda, pueblo que había invadido la península itálica a finales del siglo VI y que había establecido un reino al norte de Italia con capital en Pavía. Además de este reino ubicado en el norte, los lombardos también establecieron en el sur de la península los ducados de Spoleto y de Benevento. 
Alrededor del año 757, Arechis se casó con Adelperga, hija de Desiderio, rey del reino lombardo del norte. Tuvieron cinco hijos, tres varones y dos hembras. Su suegro será quien le nombre en 758 duque de Benevento, sustituyendo así al anterior duque, Liutprando de Benevento, que se hallaba en rebeldía contra su rey. 
Aunque el ducado mantuvo fuertes lazos con el reino, principalmente debido al parentesco que compartían rey y duque, de facto era un estado cuasiindependiente, en el que Arechis gobernaba con total libertad. 

## Principado de Benevento

### Caída del reino lombardo
En el año 774, Carlomagno, respondiendo al llamamiento que le hizoe el papa Adriano I, derrotó al rey  Desiderio. Como consecuencia de esta victoria se proclamó rey de los lombardos y se anexionó el reino lombardo del norte. Eso puso fin a la hegemonía de los lombardos en Italia. 

### Nacimiento del Principado
Desaparecido el reino lombardo, los únicos territorios que quedaban bajo gobierno lombardo eran los ducados del sur de la península. Fue entonces cuando Arechis asumió el papel de heredero y defensor de la cultura, tradición e identidad del pueblo lombardo. Obligado formalmente a prestar obediencia al nuevo rey de los lombardos, rehusaría sin embargo, establecer una sólida unión de vasallaje con el rey franco. 
De hecho, en actitud claramente desafiante, tomó dos medidas como gesto de independencia; una fue autoproclamarse "príncipe de Benevento" y la otra será dictar leyes, cosa que ningún duque de Benevento había hecho desde tiempos de Hitherto, pues era potestad propia de los reyes lombardos. 
Sin embargo, durante mucho tiempo, Benevento no fue atacada por las tropas de Carlomagno. Quizá porque se encontraba bastante lejos del centro de gravedad del imperio franco y/o también quizás porque otros asuntos empezaban a preocupar mucho más al Emperador. 
Ese mismo año, el 774, trasladó su corte a Salerno donde mandó construir un espléndido palacio, y reforzar el castillo con sólidas murallas. Fue el germen de lo que con el tiempo pasará a constituirse en Principado de Salerno en el 839.

### Florecimiento del Principado
En Salerno, Arechis desarrolló una importante actividad política, económica y cultural, que lo convertirá en la figura más poderosa del sur de Italia. 
En lo político buscó recuperar la independencia de sus dominios frente a Carlomagno. Para ello, mostró una actitud amigable con los bizantinos, tratando de expandir su influencia en los territorios italianos aún controlados por éstos; con el papado, trató de no entablar en conflictos con él. La mayoría de los monasterios en el sur de Italia, como el de Montecassino y San Vincenzo al Volturno, recibieron importantes donaciones suyas. 
En lo económico, promovió importantes actuaciones urbanísticas en Salerno que dieron lugar a un florecimiento económico de la ciudad y de su puerto. 
En el aspecto cultural, Adelperga y Arechis fueron grandes mecenas. Adelperga patrocinó al más importante escritor lombardo, Pablo el Diácono, para que desarrollara su Historia Romana, un texto sobre la historia de Roma, que fue ampliamente usado durante el resto de la Edad Media. Algunos historiadores defienden que también patrocinó su obra más famosa: Historia gentis Langobardorum, aunque esto no está del todo confirmado. 
En el 776, Arechis probablemente estuvo envuelto en una conspiración lombarda contra los francos para sacudirse su dominaio. Carlomagno pudo aplastar eta revolución, la cual se centró fundamentalmente en el Friul, en el noreste italiano. No parece que Arechis pudiera proveer mucho apoyo material a dicha rebelión por lo que Carlomagno rápidamente cruzó de nuevo los Alpes sin hacer ninguna visita de castigo a Arechis. Una vez más, la distancia geográfica le protegió. 
Arechis continuó intentando ampliar su territorio mediante pequeñas escaramuzas a costa del vecino ducado de Nápoles, perteneciente a los bizantinos. Sin embargo en la siguiente década, 780, Arechis parece que alcanzó un acuerdo con el duque de Nápoles sellado en un documento denominado 'pactum'. Quizá la intención del acuerdo era ahorrar esfuerzos a Benevento para poder hacer frente al siempre amenazante Imperio franco. 
Esta amenaza cristalizó en 787, cuando Carlomagno avanzó hacia el sur de Italia y sitio Capua, una importante ciudad del principado de Benevento. Arechis abandonó la ciudad de Benevento y se retiró al puerto de Salerno. Bajo la presión del ejército franco, Arechis aparentemente accedió a convertirse en un protectorado franco. Tal como el biógrafo de Carlomagno, Eginardo, describió en su Vita Caroli Magni: 

Él [Carlomagno] entró después personalmente en Italia con su ejército [787], y pasó por Roma a Capua, una ciudad de Campania, donde montó su campamento y amenazó a los beneventinos con represalias a menos que se le sometieran. Su duque, Aragis, escapó del peligro enviando a sus dos hijos, Romualdo y Grimoaldo, con una gran suma de dinero a encontrarse con el rey, rogándole que los aceptara como rehenes, y prometiendo por él y por su pueblo el cumplimiento de todos los mandatos del rey, con la única condición de que no se requiriera su asistencia personal. El rey tomó más en cuenta el bienestar de la gente, que la obstinada disposición del duque, aceptó a los rehenes, y le liberó de la obligación de comparecer ante él en consideración a su hermoso regalo. Retuvo al hijo menor como rehén, devolvió al mayor a su padre, y volvió a Roma, dejando comisionados con Aragis para exigir el juramento de lealtad, y administrar a los beneventinos. Permaneció en Roma durante varios días para cumplir con sus devociones en los lugares santos, y luego volvió a la Galia [787].
Vita Caroli Magni:

Superficialmente, Carlomagno parecía haberse impuesto en Benevento. Arechis había pagado tributo y uno de sus hijos sirvió de rehén como garantía de lealtad. La influencia de los francos también se hizo notar: hasta ese momento Benevento solo acuñaba monedas en oro como tradicionalmente hacían los lombardos, para que a partir de ese momento empezase a acuñar también en plata tal como lo hacían los francos. Tanto las nuevas monedas en plata como las de oro, como los documentos legales, todos empezaron a incluir el nombre de Carlomagno en vez del de Arechis.
Arechis murió el 26 de agosto de 787, pocos días antes del desembarco en Lucania de los embajadores bizantinos encargados por el imperio de proponer al príncipe una alianza formal, que sería firmada por su mujer Adelperga.
La influencia de los francos en Benevento duraría poco tiempo. Cuando en el 788, tanto Arechis como el primogénito de éste, Romualdo murieron, Grimoaldo, que estaba de rehén en la corte, sucedió a su padre como príncipe de Benevento. Carlomagno, liberó a Grimoaldo solo con una promesa de lealtad. Promesa que no cumplió en el 791, proclamándose independiente del imperio franco y resistiéndoles exitosamente.